# 골든위크
골든위크(ゴールデンウィーク 고루덴위쿠[*], 영어: Golden Week, GW), 황금주간(黄金週間 오곤슈칸[*]), 봄의 대형연휴(일본어: 春の大型連休 하루노 오가타렌큐[*])는 일본에서 4월 말부터 5월 초까지 공휴일이 모여 있는 일주일을 말한다. 이 시기에 들어가는 공휴일은 다음과 같다.
- 4월 29일
  - 녹색의 날(みどりの日, 2006년까지)
  - 쇼와의 날(昭和の日, 2007년부터)
- 5월 3일 - 헌법기념일(憲法記念日)
- 5월 4일
  - 국민의 휴일(国民の休日, 2006년까지)
  - 녹색의 날(, 2007년부터)
- 5월 5일
  - 어린이날(こどもの日)

노동절인 5월 1일은 일본의 법정 공휴일은 아니지만 많은 기업에서 휴일로 지정되어 있다.
또한 공휴일은 아니지만 일반적으로 12월 29일부터 1월3일까지 6일간 휴일을 주는 기업들이 많아 사실상 겨울의 골든위크로 이용되고 있다.

## 같이 보기
- 황금주 (휴일)
- 실버위크